# Gaetano Baluffi
Gaetano Baluffi (ur. 28 marca 1788 w Ankonie, zm. 11 listopada 1866 w Imoli) – włoski kardynał.

## Życiorys
Urodził się 28 marca 1788 roku w Ankonie, jako syn Pietra Baluffiego i Paoli Micheletti. Studiował na Uniwersytecie w Fano, gdzie uzyskał doktorat utroque iure. 9 marca 1811 roku przyjął święcenia kapłańskie. 29 lipca 1833 roku został biskupem Bagnoregio, a dwadzieścia dni później przyjął sakrę. W latach 1836–1842 był internuncjuszem w Nowej Granadzie, a po rezygnacji został arcybiskupem Camerino. W 1845 roku został tytularnym arcybiskupem Perge, a rok później – arcybiskupem ad personam Imoli. 21 grudnia 1846 roku został kreowany kardynałem prezbiterem i otrzymał kościół tytularny Santi Marcellino e Pietro. Zmarł 11 grudnia 1866 roku w Imoli.